# Alla fine della notte

Alla fine della notte (traduction littérale : À la fin de la nuit) est un film italien réalisé par Salvatore Piscicelli et sorti en 2003,.

## Synopsis
À Rome, Bruno Spada (Ennio Fantastichini) est un acteur-réalisateur déprimé, sa femme Fiamma (Stefania Orsola Garello) veut le quitter à cause de son infidélité. Il décide de partir en voyage à la recherche du bonheur et se rend d'abord en Toscane pour rendre visite à son ex-petite amie Viola (Elena Sofia Ricci) qui doit gérer ses problèmes relationnels avec Filippino (Ricky Tognazzi), puis à Naples où il retrouve sa tante (Ida Di Benedetto) et se souvient de ses souvenirs d'enfance.

## Fiche technique
- Titre original : Alla fine della notte
- Réalisation : Salvatore Piscicelli
- Scénario : Salvatore Piscicelli
- Musique : Ennio Morricone
- Montage : Salvatore Piscicelli
- Année de sortie : 2003
- Durée : 98 minutes
- Langue : italien
- Pays de production :  Italie

## Distribution
- Ennio Fantastichini : Bruno
- Ida Di Benedetto : tante Celeste
- Stefania Orsola Garello : Fiamma
- Anna Ammirati : amoureuse de Bruno
- Roberto Herlitzka : analyste
- Elena Sofia Ricci
- Ricky Tognazzi